# Compassio
Die Compassio Gruppe B.V. & Co. KG mit Sitz der Zentrale in Ulm, gegründet 2005, ist ein privater Pflegeheimbetreiber.

## Unternehmensprofil
Das Unternehmen betreibt (Stand Juli 2025) 96 Einrichtungen. Zu den Dienstleistungen gehören vollstationäre Dauer- und Kurzzeitpflege für alle Pflegegrade sowie Standorte mit Tagespflege und Außerklinischer Intensivpflege. Ein besonderer Schwerpunkt liegt auf der Pflege und Betreuung von dementen Menschen.
Als privater Träger hat Compassio Versorgungsverträge mit Pflegekassen und Sozialhilfeträgern geschlossen. Verpflegungsleistungen sowie Wäsche- und Reinigungsdienste werden von dem Tochterunternehmen Compaserv erbracht, das im Sommer 2017 gegründet wurde.

## Namensherkunft
Frei aus dem Lateinischen übersetzt, bedeutet Compassio Zuwendung, Anteilnahme, Mitgefühl.

## Geschichte
Gegründet wurde Compassio 2005 vom oberschwäbischen Familienunternehmen Weishaupt. Im Jahr 2006 wurde das erste Pflegeheim in Illertissen bei Ulm eröffnet. In den Jahren 2007 bis 2009 wurden 17 weitere Einrichtungen eröffnet. 2009 erfolgte die Umfirmierung von wh+p care zu Compassio. In den Folgejahren folgten weitere Seniorenheime im süddeutschen Raum und das Angebot der ambulanten Pflege wurde ausgeweitet.
Im Dezember 2017 gab Compassio einen Gesellschafterwechsel bekannt. Das Unternehmen wurde von der im Herbst 2017 neu gegründeten „Schönes Leben Gruppe“ gekauft, die als Tochter der unabhängigen Private-Equity-Investment-Gesellschaft Waterland agiert.
Compassio (damals noch Schönes Leben) war 2018 einer der 25 größten Pflegeheimbetreiberin Deutschland. Die Gruppe hatte im Jahr 2018 die Gut Köttenich Gruppe in Nordrhein-Westfalen sowie A&R mit Standorten in Schleswig-Holstein und Bayern erworben.
Compassio übernahm 2019 die Mediko Gruppe (Rang 19 der 30 größten Pflegeheimbetreiber 2019).
Im August 2024 trennte sich die Compassio von der Marke Schönes Leben und fokussiert sich seit dem wieder unter der Firmierung Compassio Gruppe B.V. & Co. KG auf das Kerngeschäft der Seniorenpflege, während Schönes Leben sich auf seniorengerechte Wohnungen mit angeschlossenen Pflegeangeboten konzentrierte.